# Hüsker Dü
Hüsker Dü (произносится [ˈhʊskərˈduː]) — американская рок-группа из Сент-Пола, штат Миннесота, образованная в 1979 году выпускником Нью-Йоркской консерватории, гитаристом Бобом Моулдом, басистом Грэгом Нортоном и барабанщиком Грантом Хартом.
После выпуска серии альбомов на независимом лейбле SST Records, включая самые известные альбомы группы Zen Arcade (1984) и New Day Rising (1985), Hüsker Dü подписали контракт с мэйджор-лейблом Warner Bros. Records в 1986 году.
Впервые Hüsker Dü заявили о себе в качестве быстрой и яростной  хардкор-группы с кричащим вокалом. Позднее они развили более мелодичный стиль и отошли от своего раннего звучания, тем самым оказав сильное влияние на зарождение и развитие альтернативного рока. Моулд и Харт разделили обязанности в написании песен и каждый из них исполнял лишь свои вещи. В текстах Моулда постоянно присутствует самоанализ и они являются более глубокими, чем причудливые и таинственные тексты Харта.
В 1987 году группа прекратила выступать в связи с самоубийством менеджера Дэвида Сэвоя, а также разногласиями между Хартом и Моулдом. Во время общей беседы в январе 1988 года музыканты приняли решение распустить коллектив. Моулд выпустил два сольных альбома, а в 1992 году создал группу Sugar, играющую в похожем стиле. Харт выпустил сольный альбом на SST Records, после чего создал группу Nova Mob. Нортон же после распада прекратил активную музыкальную деятельность.
Hüsker Dü никогда не получали широкой популярности и продажи их альбомов оставались скромными, однако они оказали огромное влияние на развитие альтернативного рока, в частности поп-панка и гранжа. Влияние группы признавали музыканты коллективов Pixies, Nirvana, The Smashing Pumpkins, Therapy, Foo Fighters и Green Day.

## Участники группы
- Боб Моулд — гитара, вокал
- Грэг Нортон — бас-гитара
- Грант Харт † — ударные, вокал

## Дискография
Студийные альбомы
- 1983 — Everything Falls Apart
- 1984 — Zen Arcade
- 1985 — New Day Rising
- 1985 — Flip Your Wig
- 1986 — Candy Apple Grey
- 1987 — Warehouse: Songs and Stories

Мини-альбомы
- 1983 — Metal Circus

Концертные альбомы
- 1982 — Land Speed Record
- 1994 — The Living End

Сборники
- 1982 — Barefoot and Pregnant
- 1982 — Kitten Cassette
- 1983 — The Blasting Concept
- 1984 — Code Blue
- 1990 — The Blasting Concept Vol. 2
- 1990 — Duck and Cover
- 2006 — Pop Kulcher: The College Years (1984-1988)